# Jauja (Durango)
Jauja es una localidad del estado mexicano de Durango. Es parte del municipio de Tlahualilo.

## Demografía
| Gráfica de evolución demográfica |
|                                  |

| Censo | Población |
| ----- | --------- |
| 1921  | 538       |
| 1930  | 909       |
| 1940  | 655       |
| 1950  | 781       |
| 1960  | 816       |
| 1970  | 997       |
| 1980  | 1 699     |
| 1990  | 1 673     |
| 2000  | 1 094     |
| 2010  | 1 101     |
| 2020  | 1 102     |